# Trophée Dunc-McCallum
Le trophée Dunc-McCallum (en anglais : Dunc McCallum Memorial Trophy) est un trophée de hockey sur glace remis annuellement depuis 1968 au meilleur entraîneur-chef dans la Ligue de hockey de l'Ouest.
Le trophée est nommé en l'honneur de Dunc McCallum, entraîneur des Wheat Kings de Brandon de 1976 à 1981, remportant durant cette période 251 victoires et mettant la mains sur la coupe Ed-Chynoweth en 1979.

## Gagnant du trophée
Les entraîneurs surlignées en jaune ont également remporté le titre d'entraîneur de l'année dans la LCH.
| Saison    | Récipiendaire                            | Équipe                                       |             |
| --------- | ---------------------------------------- | -------------------------------------------- | ----------- |
| 1968-1969 | Scotty Munro                             | Buffaloes de Calgary                         |             |
| 1969-1970 | Pat Ginnell                              | Bombers de Flin Flon                         |             |
| 1970-1971 | Pat Ginnell                              | Bombers de Flin Flon                         |             |
| 1971-1972 | Earl Ingarfield                          | Pats de Regina                               |             |
| 1972-1973 | Pat Ginnell                              | Bombers de Fln Flon                          |             |
| 1973-1974 | Stan Dunn                                | Broncos de Swift Current                     |             |
| 1974-1975 | Pat Ginnell                              | Bombers de Flin Flon                         |             |
| 1975-1976 | Ernie McLean                             | Bruins de New Westminster                    |             |
| 1976-1977 | Dunc McCallum                            | Wheat Kings de Brandon                       |             |
| 1977-1978 | Dave King Jack Shupe                     | Bighorns de Billings Cougars de Victoria     |             |
| 1978-1979 | Dunc McCallum                            | Wheat Kings de Brandon                       |             |
| 1979-1980 | Doug Sauter                              | Wranglers de Calgary                         |             |
| 1980-1981 | Ken Hodge                                | Winter Hawks de Portland                     |             |
| 1981-1982 | Jack Sangster                            | Thunderbirds de Seattle                      |             |
| 1982-1983 | Daryl Lubiniecki                         | Blades de Saskatoon                          |             |
| 1983-1984 | Terry Simpson                            | Raiders de Prince Albert                     |             |
| 1984-1985 | Doug Sauter                              | Tigers de Medicine Hat                       |             |
| 1985-1986 | Terry Simpson                            | Raiders de Prince Albert                     |             |
| 1986-1987 | Ouest : Ken Hitchcock Est : Graham James | Blazers de Kamloops Broncos de Swift Current |             |
| 1987-1988 | Marcel Comeau                            | Blades de Saskatoon                          |             |
| 1988-1989 | Ron Kennedy                              | Tigers de Medicine Hat                       |             |
| 1989-1990 | Ken Hitchcock                            | Blazers de Kamloops                          |             |
| 1990-1991 | Tom Renney                               | Blazers de Kamloops                          |             |
| 1991-1992 | Bryan Maxwell                            | Chiefs de Spokane                            |             |
| 1992-1993 | Marcel Comeau                            | Rockets de Tacoma                            |             |
| 1993-1994 | Lorne Molleken                           | Blades de Saskatoon                          |             |
| 1994-1995 | Don Nachbaur                             | Thunderbirds de Seattle                      |             |
| 1995-1996 | Bob Lowes                                | Pats de Regina                               |             |
| 1996-1997 | Brent Peterson                           | Winter Hawks de Portland                     |             |
| 1997-1998 | Dean Clark                               | Hitmen de Calgary                            |             |
| 1998-1999 | Don Hay                                  | Americans de Tri-City                        |             |
| 1999-2000 | Todd McLellan                            | Broncos de Swift Current                     |             |
| 2000-2001 | Brent Sutter                             | Rebels de Red Deer                           |             |
| 2001-2002 | Bob Lowes                                | Pats de Regina                               |             |
| 2002-2003 | Marc Habscheid                           | Rockets de Kelowna                           |             |
| 2003-2004 | Kevin Constantine                        | Silvertips d'Everett                         |             |
| 2004-2005 | Cory Clouston                            | Ice de Kootenay                              |             |
| 2005-2006 | Will Desjardins                          | Tigers de Medicine Hat                       |             |
| 2006-2007 | Cory Clouston                            | Ice de Kootenay                              |             |
| 2007-2008 | Don Nachbaur                             | Americans de Tri-City                        |             |
| 2008-2009 | Don Hay                                  | Giants de Vancouver                          |             |
| 2009-2010 | Mark Holick                              | Ice de Kootenay                              |             |
| 2010-2011 | Don Nachbaur                             | Chiefs de Spokane                            |             |
| 2011-2012 | Jim Hiller                               | Americans de Tri-City                        |             |
| 2012-2013 | Ryan McGill                              | Ice de Kootenay                              |             |
| 2013-2014 | Dave Lowry                               | Royals de Victoria                           |             |
| 2014-2015 | John Paddock                             | Pats de Regina                               |             |
| 2015-2016 | Dave Lowry                               | Royals de Victoria                           |             |
| 2016-2017 | John Paddock                             | Pats de Regina                               |             |
| 2017-2018 | Manny Viveiros                           | Broncos de Swift Current                     |             |
| 2018-2019 | Marc Habscheid                           | Raiders de Prince Albert                     |             |
| 2019-2020 | Brad Lauer                               | Oil Kings d'Edmonton                         |             |
| 2020-2021 | Non décerné                              | Non décerné                                  | Non décerné |
| 2021-2022 | James Patrick                            | Ice de Winnipeg                              |             |
| 2022-2023 | Brennan Sonne                            | Blades de Saskatoon                          |             |
| 2023-2024 | Mark Lamb                                | Cougars de Prince George                     |             |
| 2024-2025 | James Patrick                            | Royals de Victoria                           |             |